# 百分之一
《百分之一》是五维互娱開發的一款手機遊戲，2021年3月10日公測時主要玩法為交換卡片遊戲，同年10月製作團隊下架遊戲重整。2022年9月20日重新公測，玩法改為以角色扮演和三消為主。遊戲早期由於特別的玩法和創新獲得遊戲媒體的關注，同時收到不少評論家的批評。

## 遊戲系統
玩家扮演的主人公將一個拾取的手機據為己有，後來發現這台手機有名為「百分之一」的病毒，感染的手機可以看到現實無法看到的龍，並能與之戰鬥或成為夥伴。完成手機系統給出的任務，還能實現人的願望，實現願望和任務成功與否都有百分之一的幾率讓使用者精神錯亂。為了擺脫病毒帶來的潛在威脅，主人公只能跟隨手機的指引行動，並探索消除病毒的方法。早期遊戲玩法使用增强现实（AR）技術，遊戲地圖就是現實世界地圖，玩家通過手機與地圖中出現的龍戰鬥，勝利後獲得經驗值、遊戲中的貨幣和可以孵化的龍蛋。龍蛋孵化後可以獲得卡牌，並可以培養卡牌，之後玩家可以使用收集的卡牌進行在线戰鬥。當卡牌進化到最終形態，玩家可以向官方索要對應的現實卡牌，收集足夠的現實卡牌可以與其他玩家進行現實的卡牌對戰。
遊戲2022年重新上架，取消了探索現實地圖與龍戰鬥的設計，探索方式改為三消戰鬥闖關。實體卡牌需要玩家消耗付費購買的快遞劵獲得，實體卡牌可以激活對應卡牌的live2D效果。

## 開發
五维互娱是2015年10月21日成立的遊戲公司，公司首席行政官為盛浩峰，公司專注於將虛擬實境技術實用於手機遊戲。《百分之一》專案於2016年2月開始前期概念設計，同年7月立項，專案的主要開發人員有5人。2018年3月五维互娱在众筹網站摩點公開專案，披露遊戲會使用AR技術並會推出對應的實體的交換卡片。為了突顯「增强现实」這個元素，遊戲界面設計成手機界面樣式，遊戲中的每一個功能和玩法以行動應用程式模式存在，新玩法也需要以「下載」的形式開啟。此外開發團體還為實體卡牌郵遞製作了一套虛擬系統內置在遊戲之中。在開發初期，遊戲只有卡牌對戰一種玩法，開發團體在收到測試用戶的反饋後，決定為遊戲增加各類悠閒小遊戲。遊戲的主美術在遊戲公測前數月離職，影響了遊戲開發計劃，後續的美術工作由盛浩峰和新任用戶界面負責人接手。
在遊戲下架重整期間，開發團體重做了用戶界面；同時大幅修改遊戲核心玩法，從交換卡片改為結合三消對戰的角色扮演遊戲。

## 發行
2018年3月遊戲進行首次測試。2020年5月28日，《百分之一》的行動端獲得國家新聞出版署批出的遊戲版號，遊戲滿足在中國大陸商業發行的要求。遊戲於2021年3月10月公測，當日遊戲伺服器宕機，有人利用程序漏洞刷取大量虛假的實體卡牌訂單。數日後遊戲的主程序员放棄維護工作，並決定在月底辭職。接著主程序员在一次合併伺服器時，損失了一半的玩家資料。遊戲公測首日在App Store的暢銷榜排名245名，免費榜34名，不久跌至千名之外，直到同年10月下架。同年11月16日，五维互娱在「第九空间」發佈根據遊戲角色製作的数字藏品。
遊戲於2022年9月再度公測，首日登上TapTap热门榜第一，B站热度榜第四，好游快爆新游榜第三。2024年7月26日，遊戲國際服開放預約。同年9月20日，國際服在QooApp上公測，五维互娱負責營運。

## 評價
《百分之一》由於特別的玩法和創新獲得遊戲媒體的關注。遊戲在公測之前的TapTap評分為9.5（滿分10分），公測後跌至8.4分，預約登陸玩家約22萬。在VR陀螺編輯小米锅巴認同五维互娱對遊戲模式的探索，遊戲有著「独有的可能性」。GameLook編輯也稱讚遊戲在卡牌手機系統上的創新，沒有使用常見的遊戲內發行卡包，而是使用AR技術結合真實地圖捕捉的模式，「这是目前极其少见的一种尝试，先不说是否成功，但已经足够有趣」。
評論家對遊戲的批評集中在遊戲定位混亂等問題，遊戲葡萄編輯修理摘文批評遊戲在首輪公測時存在玩法設計混亂、新手指引不足等問題，「一上线就遇到了一地鸡毛」。GameLook編輯指出遊戲故事背景設計漏洞極多，還批評遊戲混合了太多玩法，遊戲變得「四不像」，他建議開發團隊不要追求「大而全」「有舍（捨）才能有得」。17173網編輯批評遊戲戰鬥效果表現力不足，「界面单调朴素到足以拉低游戏的整体档次」，他也不看好開發團隊的實體卡牌業務。

## 外部連結
- 官方网站